# Stenus lutzi
Stenus lutzi är en skalbaggsart som beskrevs av Notman. Stenus lutzi ingår i släktet Stenus och familjen kortvingar. Inga underarter finns listade i Catalogue of Life.